# Lee Tae-hwan
Lee Tae-hwan (en hangul: 이태환), es un actor, cantante y modelo surcoreano.

## Biografía
Estudió en la Universidad Sungkyunkwan.
Es buen amigo de los actores Seo Kang-joon, Gong Myung, Yoo Il y Kang Tae-oh sus compañeros de "5urprise".

## Carrera
El 8 de abril de 2020 se anunció que se había unido a la agencia "Man of Creation" (M.O.C). Previamente fue miembro de la agencia "Fantagio", hasta el 31 de marzo del 2020, al decidir no renovar su contrato con ellos.
Ha aparecido en sesiones fotográficas para "Cosmopolitan", "Grazia", "Woman Sense", entre otros...
Tae-hwan fue modelo durante el "Seoul Fashion Week" de la marca TBJ. 
De 2013 hasta el 31 de marzo de 2020 formó parte el grupo "5urprise" junto a Seo Kang-joon, Gong Myung, Yoo Il y Kang Tae-oh. Ese mismo año a los 18 años hizo su debut en la serie de televisión After School: Lucky or Not junto a los miembros de 5urprise.
En 2014 interpretó al investigador del distrito de Incheo Kang Soo / Seo Tae-wo, un exatleta de Taekwondo en la serie Pride and Prejudice.
En 2015 se unió al elenco de la serie Política espléndida, donde dio vida al joven Príncipe Gwanghae de Joseon. El actor Cha Seung-won interpretó al príncipe de adulto.
En 2016 se unió al elenco recurrente de la serie W, donde dio vida al instructor de artes marciales Seo Do-yoon, el guardaespaldas y mejor amigo de Kang Cheol (Lee Jong-suk).
Ese mismo año se unió al elenco de la serie Please Come Back, Mister, donde interpretó a Choi Seung-jae, el guardaespaldas de la actriz Song Yi-yeon (Lee Ha-nui) y exgánster y exsocio de Han Gi-tak (Kim Soo-ro).
En noviembre del mismo año también se unió al elenco principal de la serie Father, I'll Take Care of You, donde dio vida a Han Sung-joon, hasta el final de la serie en mayo del 2017.
En julio de 2017 participó como invitado durante los episodios n.º 356 y 357 de la octava temporada del exitoso programa de televisión surcoreano Running Man (también conocida como "Leonning maen"), donde formó equipo con Song Ji-hyo.
El 2 de septiembre del mismo año se unió al elenco principal de la serie My Golden Life, donde interpretó al joven empresario Sunwoo Hyuk, quien se enamora de la joven Seo Ji-soo (Seo Eun-soo), hasta el final de la serie el 11 de marzo de 2018.
En junio de 2018 se unió al elenco principal de la serie de drama, comedia y romance What’s Wrong With Secretary Kim?, donde dio vida al autor Lee Sung-yeon, el hermano de Lee Young-joon (Park Seo-joon).
El 30 de marzo de 2019 se unió al elenco principal del minidrama Farmer Training School (también conocida como "Farming Academy") donde interpretó a Ha Joo-suk, un estudiante de primer año del departamento de alimentación y agricultura que en ocasiones es malinterpretado debido a su abrupta forma de hablar pero en realidad es una persona cálida y observadora que trata a las personas con cuidado, hasta el final de la serie el 23 de diciembre del mismo año.
El 3 de enero de 2020 se unió al elenco principal de la serie Touch donde dio vida a la estrella Kang Do-jin, hasta el final de la serie el 22 de febrero del mismo año.
El 21 de diciembre del mismo año se unió al elenco principal de la serie Blade of the Phantom Master (también conocida como "Secret Royal Inspector"), donde interpretó a Sung Yi-beom, el medio hermano del inspector Sung Yi-gyeom (L), hasta el final de la serie el 9 de febrero del 2021.
En febrero de 2022, se unió al elenco de la serie Treinta y nueve (también conocida como "39") donde dio vida a Park Hyun-joon, un honesto e independiente propietario de un restaurante y chef quien a pesar de ser bastante joven, es audaz. La serie fue estrenada en 2022.

## Filmografía

### Series de televisión
| Año         | Título                                                    | Personaje                    | Notas        | Ref.                 |
| ----------- | --------------------------------------------------------- | ---------------------------- | ------------ | -------------------- |
| 2024        | DNA Lover                                                 | Seo Kang-hoon                |              | [ 27 ] [ 28 ] [ 29 ] |
| 2022        | Treinta y nueve                                           | Park Hyun-joon               | 12 episodios | [ 30 ] [ 31 ]        |
| 2020 - 2021 | Blade of the Phantom Master                               | Sung Yi-beom                 | 16 episodios |                      |
| 2020        | Graceful Friends                                          | Joo Kang-san                 |              | [ 32 ]               |
| 2020        | Touch                                                     | Kang Do-jin                  | 16 episodios |                      |
| 2019        | Farming Academy Season 2                                  | Ha Joo-suk                   | 4 episodios  |                      |
| 2019        | Farming Academy                                           | Ha Joo-suk                   | 4 episodios  |                      |
| 2018        | Your House Helper                                         | -                            |              |                      |
| 2018        | What’s Wrong With Secretary Kim?                          | Lee Sung-yeon                | 6 episodios  |                      |
| 2017 - 2018 | My Golden Life                                            | Sun Woo-hyuk                 | 52 episodios |                      |
| 2016 - 2017 | Father, I'll Take Care of You                             | Han Sung-joon                | 50 episodios |                      |
| 2016        | W                                                         | Seo Do-yoon                  | 15 episodios |                      |
| 2016        | Thumping Spike                                            | Baek Woo Jin                 | 20 episodios |                      |
| 2016        | Please Come Back, Mister                                  | Choi Seung-jae               | -            |                      |
| 2015        | Splendid Politics                                         | Príncipe Gwanghae (de joven) | -            |                      |
| 2014 - 2015 | Pride and Prejudice                                       | Kang Soo / Seo Tae-won       | 21 episodios |                      |
| 2014        | After School Luck or Not 2                                | Tae-hwan                     | 12 episodios |                      |
| 2014        | High School King of Savvy                                 | Oh Tae-seok                  | 17 episodios |                      |
| 2014        | Lunar New Year Special Drama - "Wonderful Day in October" | Lee Shin-jae (de joven)      | 2 episodios  |                      |
| 2013 - 2014 | After School: Lucky or Not                                | Han Jae-hee                  | 12 episodios |                      |

### Películas
| Año  | Título         | Personaje | Notas                                                                     |
| ---- | -------------- | --------- | ------------------------------------------------------------------------- |
| 2021 | Chiak Mountain | -         | junto a Yoon Kyun-sang y Kim Ye-won                                       |
| 2016 | Su saek        | Won-seon  | junto a Lee Jin-sung, Gong Myung, Maeng Se-chang, Na Ki-chan y Kim Si-eun |

### Apariciones en programas
| Año  | Programa                      | Notas                                                            |
| ---- | ----------------------------- | ---------------------------------------------------------------- |
| 2020 | Korea Coast Guard 2           | 6 episodios - miembro                                            |
| 2019 | City Fisherman 2              | (ep. #7-8) - invitado                                            |
| 2019 | Urban Cops (City Police)      | 10 episodios - miembro                                           |
| 2018 | Photo People in Tokio         | miembro                                                          |
| 2018 | Busted!                       | Ep. # 4 - invitado - junto a 5urprise                            |
| 2017 | Living Together in Empty Room | 4 episodios - (Ep. #8-11) - junto a Han Eun-jung y P.O - miembro |
| 2017 | Law of the Jungle in Komodo   | 5 episodios - (Ep. #278-282) - participante                      |
| 2017 | Running Man                   | 2 episodios - (Ep. #356-357) - participante                      |
| 2014 | Roommate                      | 2 episodios - (Ep. #8 y 14) - junto a 5urprise - invitado        |
| -    | Let's Go! Dream Team          | -                                                                |

### Anuncios
| Año  | Título  | Notas               |
| ---- | ------- | ------------------- |
| 2018 | L.Point | junto a Seo Eun-soo |

### Apariciones en videos musicales
| Año  | Intérprete(s) | Canción                     | Notas  |
| ---- | ------------- | --------------------------- | ------ |
| 2020 | Huh Gak       | "How Did We Break Up"       | [ 38 ] |
| 2015 | Hello Venus   | "I'm I'll"                  |        |
| 2013 | Hello Venus   | "What Are You Doing Today?" |        |

### Revistas / sesiones fotográficas
| Año  | Título   | Notas  |
| ---- | -------- | ------ |
| 2020 | GQ Korea | [ 39 ] |

## Premios y nominaciones
| Año  | Categoría      | Premio                        | Serie          | Resultado |
| ---- | -------------- | ----------------------------- | -------------- | --------- |
| 2017 | Best New Actor | 31st KBS Drama Award          | My Golden Life | Nominado  |
| 2016 | Best New Actor | 35th MBC Drama Award          | W - Two Worlds | Nominado  |
| 2011 | Best New Model | 6th Asia Model Festival Award | -              | Ganó      |